# Тайпін (кліпер)

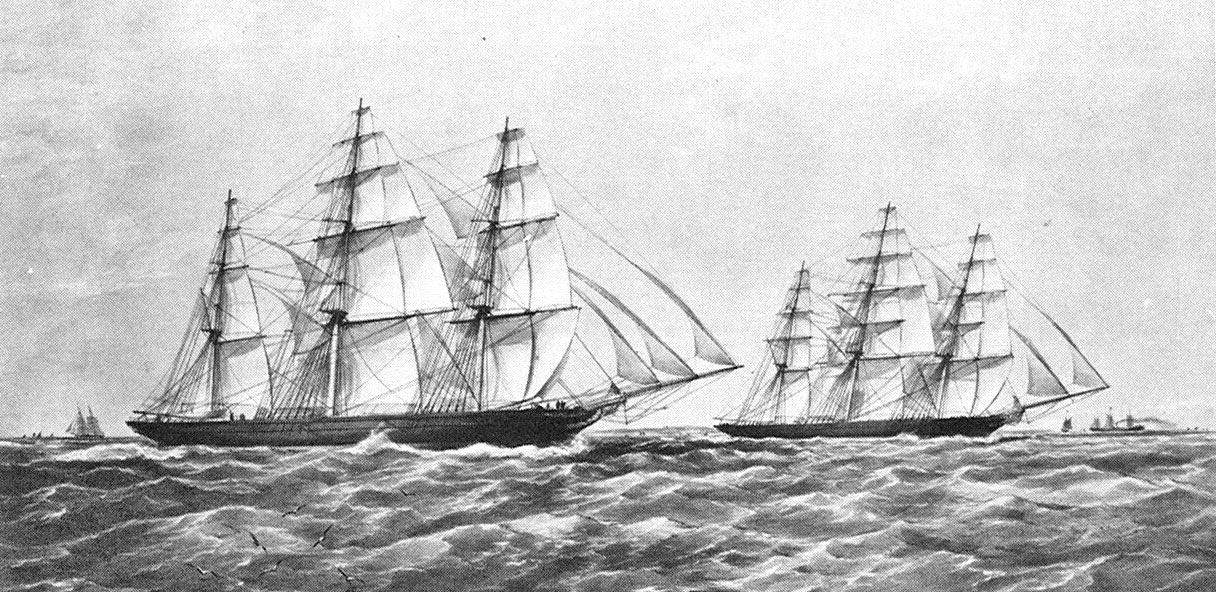
«Тайпін» та «Аріель»

Тайпін (англ. Taeping) — чайний кліпер, побудований в 1863 році.
28 травня з рейду міста Фучжоу (Китай) стартували 16 кліперів. 5 вересня, після довгого шляху в 99 діб та 26 000 км, кліпери «Аріель» і «Тайпін» з різницею в 8 хвилин пришвартувалися біля причальної стінки в лондонському порту. «Аріель», хоча і прийшов першим, програв ці перегони, бо «Тайпін» стартував на 20 хвилин пізніше за «Аріель».
Кліпер «Тайпін» належав до серії кліперів, які виявляли свої найкращі якості в легкий бриз, тобто був досить легким та міг нести відносно велику площу вітрил.